# Kasteel van Oombergen

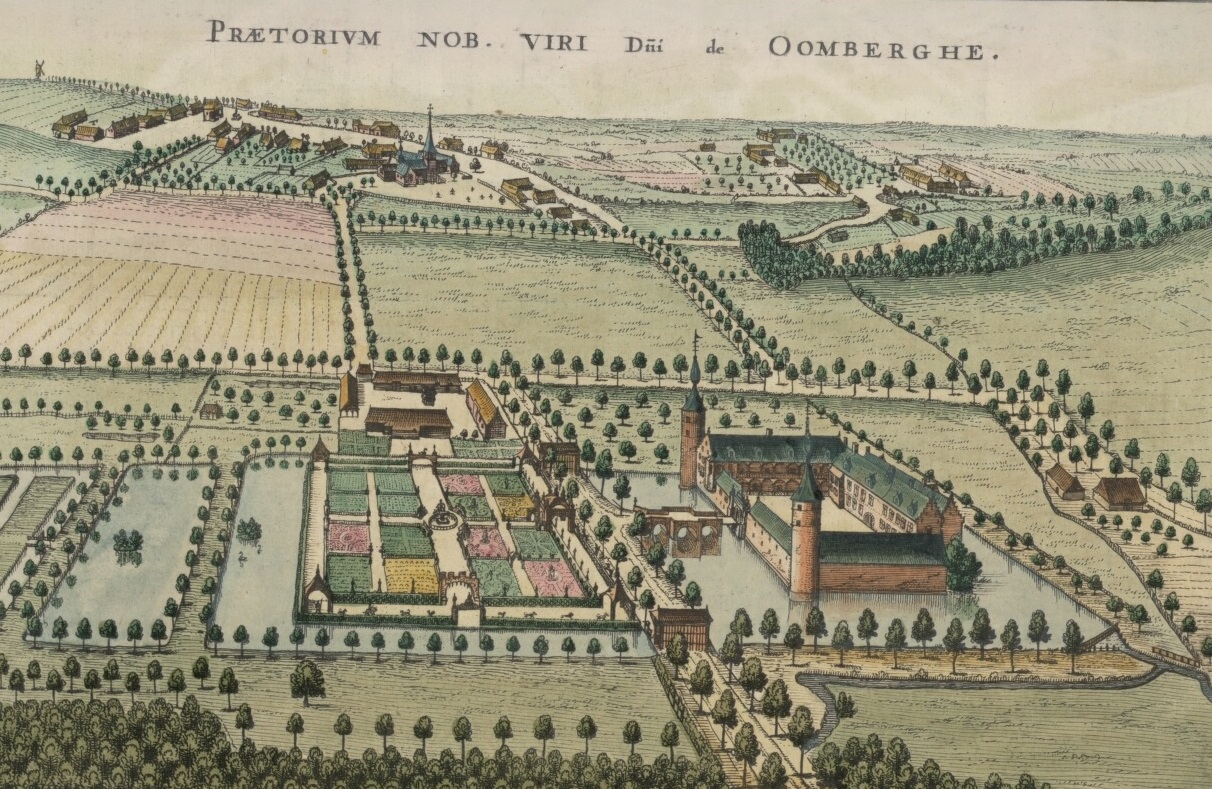
Het kasteel van Oombergen, uit de Flandria Illustrata.

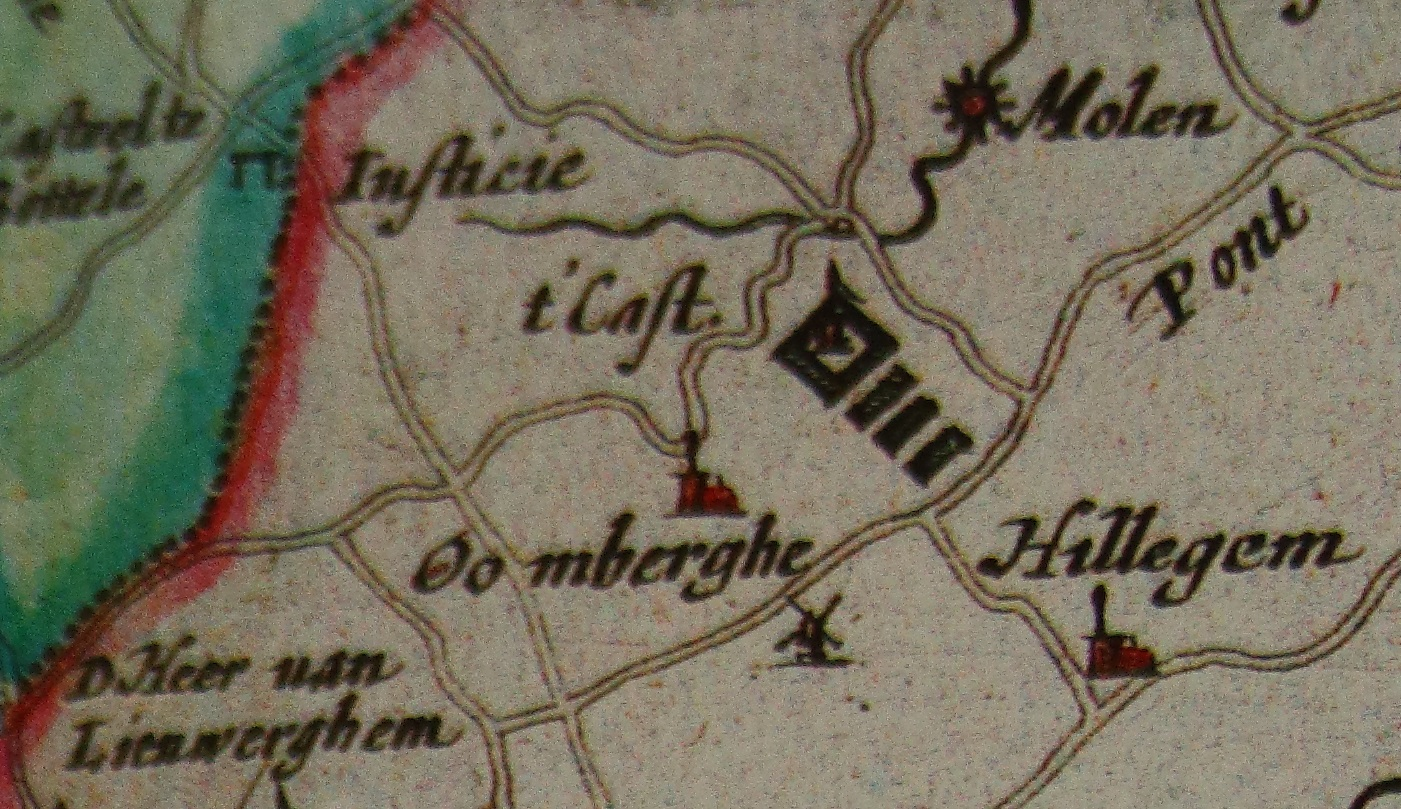
Het kasteel van Oombergen, kaart uit 1665.

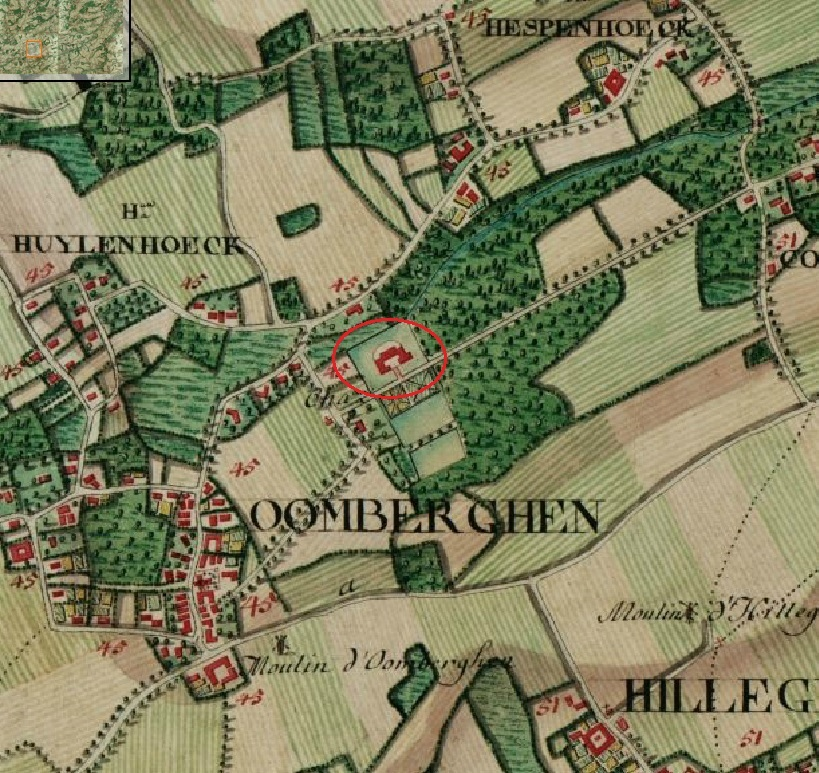
Het kasteel van Oombergen op de Ferrariskaarten

Het Kasteel van Oombergen was gelegen in de Cottemstraat in de Belgische voormalige gemeente Oombergen, nu een deelgemeente van de Oost-Vlaamse stad Zottegem.
Het ondertussen verdwenen kasteel van de adellijke familie Damman was te bereiken langs de nog bestaande aardeweg - de voormalige kasteeldreef - die loopt tot achter de Sint-Martinuskerk van Oombergen, of langs de Oombergenstraat. In 2022 werd de dreef herbeplant met fladderiep. De niet officieel genoemde Cottemstraat is een matig verharde openbare weg die loopt naar Cotthem, een wijk gelegen tussen Oombergen en Sint-Lievens-Houtem.
De familie d’Amman oorspronkelijk afkomstig van Gent kwam in 1530 in het bezit van Oombergen. De familie bezat in Gent het Dammansteen, dat door hun Oombergse titel later Huis van Oombergen werd genoemd. Later ging de heerlijkheid Oombergen over op de familie De Preud'homme d'Hailly de Nieuport.
Tijdens de godsdiensttroebelen in de zestiende eeuw werd het kasteel teenemael verbrandt ende ter aerden ghevallen ; in het begin van de 17de eeuw werd het herbouwd (vierhoekig, breed omwald, met een driebogige brug en fraaie tuinen met waterlopen en vijvers). Nadien kwamen er op diezelfde plaats twee boerderijen. Enkele resterende delen werden geïntegreerd in de stallingen en woning.